# Elsa Franconi-Poretti
Pour les articles homonymes, voir Franconi.
Elsa Franconi-Poretti, née le 25 août 1895 à Lugano (originaire du même lieu et de Cureglia) et morte le 16 juin 1995 dans la même ville, est une personnalité politique suisse, membre du Parti radical-démocratique.
Députée au Grand Conseil tessinois de 1971 à 1975, elle est l'une des onze premières femmes à siéger au parlement cantonal tessinois.
Elle est également connue comme journaliste, auteur de saynètes et comédienne.

## Biographie

### Origines et famille
Elsa Franconi-Poretti naît Elsa Poretti le 25 août 1895 à Lugano, dans le canton du Tessin. Elle est originaire du même lieu et d'une autre commune du même district, Cureglia. Elle est la benjamine d'une fratrie de huit enfants.
Son père, Giuseppe Poretti, est un industriel ; sa mère est née Maria Ambrosetti.
Elle épouse en 1924 à Paris Giuseppe Franconi, un architecte et artiste de Lugano, avec qui elle a une fille.

### Études et parcours professionnel et artistique
Après sa scolarité à Lugano et à l'institut Santa Maria de Bellinzone, elle s'inscrit contre l'avis de son père à l'école normale de Locarno, dont elle sort diplômée en 1914. Elle est ensuite brièvement institutrice à l'école primaire de Brè (it) à Lugano.
En 1924, elle s'installe avec son mari, invité par le gouvernement français à participer à la reconstruction du pays après la Première Guerre mondiale, dans le nord de la France, puis à Paris. Elle y devient la correspondante du Corriere del Ticino et de la Radio de la Suisse italienne (RSI).
Elle passe la période de la Seconde Guerre mondiale à Lugano avec sa fille, où elle écrit notamment des saynètes sur la vie tessinoise pour la radio et deux vaudevilles et interprète des comédies. Elle est à ce titre, avec Mariuccia Medici (it), l'une des premières actrices à s'exprimer en dialecte tessinois à la RSI.
Elle retourne à Paris après la guerre, où elle reprend son travail de correspondante et continue d'écrire des sketchs pour la RSI. Elle y réside jusqu'en 1955 et s'y lie d'amitié avec Colette. Elle cofonde en 1954 et dirige Le Messager Suisse de Paris, un journal destiné aux expatriés suisses à Paris et en France.
Après son retour en Suisse, elle travaille à Bellinzone au Bureau cantonal du travail et continue de collaborer avec le Corriere del Ticino. Elle y signe ses articles du pseudonyme Claude Paris et s'y occupe de pages et rubriques féminines. Elle est également à l'origine, aux côtés d'Iva Cantoreggi et Alma Bacciarini, de l'émission hebdomadaire Per la donna ou L’Ora della donna, diffusée de 1955 à 1973 par la radio Monteceneri, qu'elles transforment en un forum de débat radiophonique sur le rôle de la femme et l'égalité des sexes.

### Parcours politique
À partir de son retour en Suisse en 1955, elle participe intensément à la vie politique. Elle se bat en particulier pour le droit de vote des femmes, au sein du Movimento Sociale Feminine. Elle en dirige le bulletin mensuel, La Nostro Voce. En 1957, alors que le corps électoral, uniquement masculin, est appelé à se prononcer sur l’instauration d’un service civil obligatoire pour les femmes, elle organise avec d’autres femmes un scrutin parallèle.
Elle fonde le groupe des femmes radicales de Lugano en 1957 et le préside jusqu'en 1978. Elle en devient ensuite présidente d'honneur.
Elle est l'une des onze premières femmes élues au Grand Conseil du canton du Tessin, où elle siège de 1971 à 1975, et la première à le présider, pour sa séance constitutive le 3 mai 1971, en sa qualité de doyen de l’hémicycle. Elle déclare à cette occasion, :  

« Pour la première fois, c'est la voix d'une femme qui s'élève de ce siège. [...] Nous allons examiner, adopter et promulguer des lois qui garantiront l'égalité professionnelle, des salaires égaux pour un travail égal [...], l'accès aux études pour tous, à tous les niveaux et dans tous les domaines. »

Elle prend une part active à l'organisation d'événements pour l'Année internationale de la femme en 1975.

### Mort
Elle meurt le 16 juin 1995 à Lugano, à l'âge de 99 ans.

### Distinctions
- 1958 : troisième prix de la seconde exposition SAFFA pour une de ses comédies en dialecte tessinois[2]
- 1978 : chevalier des Arts et des Lettres[1]